# 가리발디 FS역
가리발디 FS 역(이탈리아어: Garibaldi FS)은 밀라노 지하철의 2호선과 5호선, 그리고 밀라노 파산테 선이 만나는 환승역이다. 1971년 7월 12일에 문을 열었으며, 1978년부터 카도르나 역까지 첫 운행하기 전까지는 2호선의 남쪽 종착역이었다. 1997년에는 파산테 역이 문을 열었다. 그리고 2014년 3월 1일부터 5호선이 2차 구간이 개통되면서 문을 열었고, 2015년 4월 29일에 산 시로 스타디오 역까지 연장되기 전까지 남쪽 종착역이 되었다.
이 역은 밀라노 코무네 내에 있으며, 시그문드 프레우드 광장 근처의 돈 루이지 스투르초 가 (Don Luigi Sturzo)에 위치해 있다. 지하에 있는 역이며 밀라노 포르타 가리발디 역 지하에 위치해 있다.
가리발디 역은 카시나 고바 역처럼 선로 4개를 가지고 있는 밀라노에서 유일한 지하 역이기도 하다. 그 중 두 승강장은 지하철 열차와 평범하게 연결되는 용도로 쓰이는 반면 대기 승강장 밖에 있는 나머지 두개는 쓰이지 않으며, 그 중 하나는 부분적으로 철거되고 있는 중이다.
이렇게 특이하게 된 이유는 건설되지 않은 브리안차 급행선 계획 때문이다. 브리안차의 트램 노선을 대체하는 경전철 노선 체계였는데, 편리한 환승이 가능하도록 가리발디 역의 네 선로 중 두 개를 이용하는 것으로 계획되었다. 

## 환승
역 부근에 ATM이 운영하는 트램 정거장, 버스 정류장과 택시 정류장이 있다. 가리발디 FS 역에서 갈아탈 수 있는 주된 환승 수단은 밀라노 포르타 가리발디 철도역으로, 시외 철도 노선과 지방 철도 노선이 있다.
- 철도역 (밀라노 포르타 가리발디 역, 시외 및 지방 노선)
- 트램 정거장 (Garibaldi M2 M5, 33번)
- 버스 정류장
- 택시 정류장

## 시설
이 역에는 다음과 같은 시설이 있다.
- 장애인 승객을 위한 접근 시설
- 에스컬레이터
- 매표기
- 역 감시카메라